# Bandera de Suances (regata)
La Bandera de Suances o Bandera Ayuntamiento de Suances fue una competición de remo, concretamente de traineras, que se celebró entre los años 1997 y 2022; en aguas de la ría de San Martín de la Arena en Suances (Cantabria) y organizada por el Club de Remo Suances.

## Historia
Las regatas se celebraron en la localidad de Suances y transcurrieron en la ría de San Martín de la Arena, desembocadura del río Saja. 
Se disputaron tres ediciones de manera consecutiva entre los años 1997 y 1998, únicamente en modalidad masculina. En el año 2022, bajo la denominación de Bandera Ayuntamiento de Suances, se disputó una nueva edición que incluyó las categorías masculina, femenina, veteranos y mixta, esta última dentro de la Liga Combinada Federación Cántabras de Remo. En todas las ediciones solo participaron clubes cántabros.
La boya de salida y meta se situó frente al puerto de Suances con las calles dispuestas sentido norte mar adentro, con la baliza situada frente a la punta del Torco. Las pruebas se realizaron por el sistema de contrarreloj. En categorías masculina y veteranos se bogaron cuatro largos y tres ciabogas con un recorrido de 3 millas náuticas que equivalen a 5556 metros; en categoría femenina y mixta se remaron dos largos y una ciabogas lo que supone un recorrido de 1.5 millas náuticas que equivalen a 2778 metros.

## Categoría masculina

### Historial
| Edición | Año       | Ganador             | Segundo             | Tercero               |
| ------- | --------- | ------------------- | ------------------- | --------------------- |
| I       | 1997      | Pedreña             | Ciudad de Santander | Ciudad de Santander B |
| II      | 1998      | Ciudad de Santander | Pedreña             | Santoña               |
| III     | 1999      | Ciudad de Santander | Camargo             | Pedreña               |
|         | 2000-2021 | no disputadas       | no disputadas       | no disputadas         |
| IV      | 2022      | Camargo             | Astillero           | Castreña B            |

### Palmarés
| Victorias | Club                | Años       |
| --------- | ------------------- | ---------- |
| 2         | Ciudad de Santander | 1998, 1999 |
| 1         | Pedreña             | 1997       |
| 1         | Camargo             | 2022       |

## Categoría femenina
| Edición | Año  | Ganador  | Segundo | Tercero |
| ------- | ---- | -------- | ------- | ------- |
| I       | 2022 | Castreña | -       | -       |

## Categoría mixta
| Edición | Año  | Ganador | Segundo   | Tercero    |
| ------- | ---- | ------- | --------- | ---------- |
| I       | 2022 | Camargo | Astillero | Castreña B |

## Categoría veteranos
| Edición | Año  | Ganador  | Segundo | Tercero |
| ------- | ---- | -------- | ------- | ------- |
| I       | 2022 | Pontejos | -       | -       |